# Thorectes punctatolineatus
Thorectes punctatolineatus is een keversoort uit de familie mesttorren (Geotrupidae). De wetenschappelijke naam van de soort werd in 1904 gepubliceerd door François.